# Il mistero di Edwin Drood
Il mistero di Edwin Drood è un'opera incompiuta di Charles Dickens, ultimo romanzo scritto dall'autore e pubblicato postumo nel 1870.
Nel libro, Dickens narra la scomparsa del giovane Edwin, ricco e prossimo al matrimonio. Il giovane sparisce in circostanze misteriose, e lo zio John Jasper e la fidanzata danno il via a delle indagini.

## Trama
Il libro inizia con un uomo, che più tardi scopriremo essere John Jasper, che esce da una fumeria d'oppio a Londra. La sera dopo, Edwin Drood va a trovare Jasper, suo zio, il direttore del coro della cattedrale di Cloisterham. Edwin gli confida i suoi dubbi circa il suo fidanzamento con Rosa Bud. Il giorno seguente, Edwin visita Rosa al convento di suore dove lei risiede e frequenta la scuola. I due bisticciano bonariamente, cosa che sembrano fare spesso durante le visite di lui. Nel frattempo, avendo un forte interesse verso il cimitero della cattedrale, Jasper cerca la compagnia di Durdles, un uomo che conosce il cimitero meglio di chiunque altro.
Neville Landless e la sua sorella gemella Helena vengono mandati a Cloisterham per studiare. Neville studierà con il Rev. Crisparkle; Helena va a vivere al convento insieme a Rosa. Neville confida al Rev. Crisparkle che odia il suo crudele patrigno, mentre Rosa confida a Helena che teme fortemente il suo maestro di musica, Jasper. Neville si invaghisce subito di Rosa ed è indignato dalla leggerezza con cui, a suo giudizio, Edwin prende in considerazione il fidanzamento con la ragazza. Edwin lo provoca e il ragazzo reagisce violentemente, dando a Jasper l'occasione di diffondere malevole voci circa il suo temperamento violento e selvaggio. Il Rev. Crisparkle cerca di far riappacificare Edwin e Neville, che accetta di scusarsi se Edwin lo perdonerà. A tal proposito viene deciso che i due ceneranno insieme a casa di Jasper la sera della vigilia di Natale.
Il tutore di Rosa, Mr. Grewgious, le dice che ha ereditato una cospicua fortuna dal padre. Quando lei chiede se erediterà anche se non sposerà Edwin, lui replica che in caso contrario non erediterà nulla. Tornato nel suo ufficio di Londra, Mr. Grewgious dà a Edwin un anello che il padre di Rosa aveva donato alla madre di lei, con la promessa che Edwin dovrà dare l'anello a Rosa come segno inequivocabile dei suoi sentimenti per lei, o ridarlo immediatamente a Mr. Grewgious. Mr. Bazzard, l'impiegato di Mr. Grewgious, fa da testimone alla promessa. Rosa e Edwin decidono consensualmente di porre fine al loro fidanzamento. Decidono di chiedere a Mr. Grewgious di dare la notizia a Jasper, e Edwin intende ridare l'anello a Mr. Grewgious. Intanto, Durdles conduce Jasper nella cripta della cattedrale. Sulla strada Durdles porta un sacco di calce viva. Jasper offre una bottiglia di vino a Durdles. Il vino è misteriosamente potente, e ben presto Durdles cade in uno stato di incoscienza; mentre dorme sogna che Jasper si tumula da solo nella cripta. Al ritorno dalla cripta, incontrano un ragazzino chiamato Deputy, e Jasper, pensando che li stesse spiando, lo afferra per la gola, ma accorgendosi che lo stava per strangolare, lo lascia andare via.
La vigilia di Natale, Neville si compra un pesante bastone da passeggio; avendo deciso di passare il Natale camminando fuori città. Intanto, Edwin si reca da un gioielliere per far riparare il suo orologio da tasca; viene fatto notare che gli unici gioielli che porta sono l'orologio a catena e una spilla. Per caso incontra una donna, la tenutaria di una fumeria d'oppio situata a Londra. Lei gli chiede come si chiami e lui risponde "Edwin"; quindi la donna gli dice che è fortunato che il suo nome non sia "Ned", perché "Ned" è in grande pericolo. Lui non ci fa caso, dato che l'unica persona che lo chiama "Ned" è suo zio Jasper. Nel mentre, Jasper compra una sciarpa nera di seta, che non viene più menzionata nel prosieguo del romanzo. La cena di riconciliazione è un successo, e a mezzanotte, Drood e Neville Landless se ne vanno insieme al fiume ad osservare una tempesta che infuria quella stessa notte.
La mattina seguente Edwin scompare, e Jasper diffonde sospetti su Neville dicendo che lui lo ha ammazzato. Neville si alza presto alla mattina per fare la programmata passeggiata; esce di casa ma viene presto ricondotto in città dagli stessi cittadini che sospettano di lui. Il Reverendo Crisparkle tira fuori Neville di prigione prendendosi la responsabilità della sua custodia: lo ricondurrà lì ogni volta che la sua presenza sarà richiesta. Quella notte Jasper rimane sconvolto quando Mr. Grewgious lo informa del fatto che Edwin e Rosa avevano rotto il loro fidanzamento; reagisce con più sgomento a questa notizia che alla notizia della presunta morte di Edwin. La mattina dopo il Rev. Crisparkle va al fiume e trova l'orologio di Edwin e la spilla; nessun'altra traccia del ragazzo viene rinvenuta.
Sei mesi dopo Neville abita a Londra vicino allo studio di Mr. Grewgious. Mr. Tartar si presenta e si offre di dividere il suo giardino con Landless; le stanze di Mr. Tartar sono adiacenti a quelle di Neville. Uno straniero, di nome Dick Datchery, giunge a Cloisterham. Prende in affitto la stanza sopra quella di Jasper e osserva chi entra ed esce dal posto. La prima volta che si reca all‘appartamento, Mr. Datchery chiede la strada a Deputy. Ma Deputy non si avvicina al luogo per paura che Jasper tenti ancora di strangolarlo.
Jasper visita Rosa al convento e le dichiara il suo amore. La ragazza lo respinge, ma lui insiste; dice che se lei non gli darà una speranza, distruggerà Neville, il fratello della sua cara amica Helena. Spaventata da Jasper, Rosa si reca da Mr. Grewgious a Londra.
Il giorno seguente il Rev. Crisparkle raggiunge Rosa a Londra. Quando si trova a tu per tu con Mr. Grewgious e Rosa, Mr. Tartar lo chiama e gli chiede se si ricorda di lui. Il Rev. Crisparkle rammenta che l'uomo, anni prima, lo aveva salvato mentre stava per annegare. Decidono di non lasciare che Rosa contatti Neville e Helena direttamente, per paura che Jasper possa sorvegliare Neville, ma Mr. Tartar permette che Rosa si rechi nel suo appartamento per poter contattare Helena di nascosto. Mr. Grewgious procura una stanza in affitto a Rosa e si assicura che Miss Twinkleton, la direttrice del convento, stia con lei in modo che la ragazza possa abitare il luogo in maniera rispettabile.
Jasper si reca alla fumeria d'oppio per la prima volta dopo la scomparsa di Edwin. Quando ne esce all'alba, la padrona della fumeria lo segue di nascosto. Lo pedina fino all'abitazione di lui a Cloisterham; fuori dalla casa incontra Mr. Datchery, che gli rivela il nome di Jasper e che canterà nel coro della chiesa la mattina seguente durante la messa. La donna si presenta a Datchery dicendo di chiamarsi "Principessa Puffer." La mattina dopo presenzia alla messa mattutina e agita i pugni in aria in direzione di Jasper da dietro una colonna.

### Il finale
La morte di Dickens ha reso sconosciuto per sempre il seguito della storia. Comunque, Dickens lasciò scritta una traccia base della storia e di come aveva pensato di concluderla, in una lettera spedita al suo biografo e amico John Forster.
Vista l'incompiutezza del romanzo, non si sa se Edwin sia stato ucciso o sia fuggito via. Diverse ipotesi sono state fatte da allora.

## Ipotesi sul finale

### L'assassino
Sebbene l'omicida non venga mai rivelato, il libro offre molteplici indizi del fatto che il colpevole sia John Jasper, lo zio di Edwin.
1. Il romanzo descrive una scena notturna nella quale Jasper si reca in segreto alla cripta della cattedrale insieme a Durdles. Jasper si porta dietro della calce viva, che a quel tempo si credeva affrettasse la decomposizione dei cadaveri.
2. Il giorno prima della sua scomparsa, Edwin parla con Principessa Puffer. Lei gli dice che "Ned" corre un grave pericolo. Successivamente si scopre che lei aveva seguito John Jasper fin da Londra, e che lui le aveva rivelato qualcosa mentre era semi-incosciente. Inoltre, Jasper è l'unica persona che si riferisce a Edwin Drood chiamandolo "Ned".
3. Il giorno che Edwin è dichiarato ufficialmente scomparso, Jasper viene informato da Grewgious, il tutore di Rosa, che lei e Edwin avevano rotto. Jasper collassa in stato di shock: forse perché si rende conto che l'omicidio compiuto è stato inutile?[2]
4. Rosa Bud era sempre stata intimorita da John Jasper, e durante un assolato pomeriggio, quasi un anno dopo la scomparsa di Edwin, lui le confida che il suo amore per lei è così grande che non avrebbe esitato a togliere di mezzo il nipote se fosse stato necessario per coronarlo.
5. Principessa Puffer cerca di pedinare Jasper, lo sospetta di qualcosa per quel che aveva detto durante il suo annebbiamento dovuto all'oppio. Jasper dice a Puffer alla fine del libro: «Supponiamo che tu abbia in mente qualcosa; qualcosa che stai per fare... Lo fai solo nella tua fantasia, stando sdraiato qui? ... L'ho fatto più e più volte. L'ho fatto centinaia di migliaia di volte in questa stanza». Mr. Jasper si sta forse riferendo qui all'omicidio di Edwin?
6. Infine c'è un ultimo strano particolare. Il giorno della scomparsa di Edwin, Jasper è euforico e di buon umore. Forse perché il giorno che aveva tanto atteso era finalmente giunto?

### Continuazioni
Quattro anni dopo la morte di Dickens un giovane tipografo del Vermont di nome T.P. James scrisse l'ultima parte del libro, sostenendo che gli era stato dettato dallo spirito di Dickens. Sebbene gli esperti fossero d'accordo sul fatto che il finale poteva passare come opera di Dickens, molti si dimostrarono scettici dicendo che il nuovo finale non corrispondeva alla reali intenzioni di Dickens (note a suo figlio e al suo illustratore). C'è da dire però che T.P. James, oltre al semplice fatto di non avere la cultura tale da imitare lo stile di Dickens, non avrebbe comunque mai potuto leggere il libro per azzardarne un finale, infatti, in quanto romanzo incompiuto, esso non era stato pubblicato. Per questo motivo il finale di "T.P. James" risultò per decenni il finale più diffuso nelle edizioni americane del romanzo.
Lo scrittore inglese Leon Garfield nel 1980 ha tentato di trovare un finale a Il mistero di Edwin Drood, dando alle stampe una nuova versione dell'opera completa dei capitoli mancanti.
Anche gli italiani Fruttero & Lucentini, nel 1989, hanno indagato sulla scomparsa di Edwin, con il loro La verità sul caso D., in cui i più grandi investigatori della letteratura sono chiamati a risolvere il caso. Di certo l'ipotesi del duo di scrittori, esposta da Hercule Poirot, è affascinante e fantasiosa: Edwin rappresenta lo stesso Dickens, anch'egli morto in circostanze misteriose.
Nel fumetto Martin Mystère nn. 77-78 La regina degli gnomi - Il ragazzo prodigio (agosto-settembre 1988) - si parla ampiamente del romanzo. Il bambino stranamente prodigio Jaspar, molto sapiente, scrive una fantasiosa e ben riuscita fine del celebre libro di Dickens, nel quale Neville Landless avrebbe drogato grazie all'oppio Rosa, minandole la sua capacità di pensiero. Jasper si rivela quindi il vero tutore della ragazza, che conoscendo i suoi disturbi psichici la protegge da eventuali brutte figure che potrebbero portare a pensare che sia pazza. Addirittura Jasper assolda un attore, che non è che Ditcher. Alla fine Nevile, scoperto, si suicida e Ditcher, sposa una Rosa ormai guarita, della quale si era innamorato, come se fosse davvero stato Edwin Drood.
Nel 2009 lo scrittore statunitense Matthew Pearl pubblica il romanzo di ambientazione storica Il ladro di libri incompiuti in cui la sorte del romanzo incompiuto di Dickens si intreccia con quella del suo autore. Nello stesso anno anche Dan Simmons ha scritto il romanzo dickensiano Drood.

## Personaggi
- Edwin Drood – Un orfano. Pianifica di sposare Rosa Bud e di andarsene in Egitto, a lavorare come ingegnere nell'azienda che era stata di suo padre.
- Rosa Bud – Un'orfana fidanzata di Edwin Drood.
- John Jasper – il direttore del coro della cattedrale di Cloisterham, zio e tutore di Edwin Drood, e maestro di musica di Rosa Bud. È segretamente innamorato di Rosa. Assiduo frequentatore di una fumeria d'oppio situata a Londra.
- Neville e Helena Landless – Due gemelli, orfani. I due vengono da Ceylon, ma non è chiaro in che misura siano (o meno) sri-lankesi. Durante la loro infanzia, sono stati maltrattati duramente. Neville è immediatamente colpito da Rosa Bud. Egli è il più orgoglioso dei due gemelli, la sua integrità gli impedisce di fare delle scuse non sentite a Drood. Helena e Rosa diventano care amiche.
- Rev. Crisparkle - Il parroco anglicano di Cloisterham
- Mr. (Hiram) Grewgious – Avvocato londinese tutore di Rosa Bud. Era amico dei suoi genitori.
- Mr. Bazzard – Impiegato dello studio legale di Mr. Grewgious. Anche scrittore di commedie.
- (Stony) Durdles – Il fabbricante di lapidi. Ne sa più di chiunque altro circa il cimitero della cattedrale di Cloisterham.
- Deputy (Vice) – Un ragazzino. "Deputy" non è il suo nome ma uno pseudonimo che utilizza per mantenere l'anonimato. Se pesca Durdles fuori di casa dopo le 22, gli tira delle pietre addosso fino a quando non rincasa. Durdles lo paga mezzo penny per questo servizio.
- Dick Datchery – Uno straniero che alloggia a Cloisterham per un mese o due.
- Principessa Puffer – Una donna proprietaria di una fumeria d'oppio a Londra, abitualmente frequentata da Jasper. "Principessa Puffer" è il soprannome con la quale è conosciuta, ma il suo vero nome non viene rivelato nel libro.
- Mr. (Thomas) Sapsea – Un banditore comicamente presuntuoso. All'epoca della sparizione di Drood, diventa sindaco di Cloisterham.
- Mr. Tope – Il sagrestano della cattedrale di Cloisterham.
- Mrs. Tope – La moglie del sagrestano. Spesso cucina per Jasper e affitta stanze agli stranieri.
- Miss Twinkleton – La tenutaria del convento di suore dove vive Rosa.
- Mrs. Tisher – Assistente di Miss Twinkleton.
- Mrs. Crisparkle – La madre vedova del Rev. Crisparkle.
- Mr. Honeythunder – Un filantropo londinese. È il tutore di Neville e Helena Landless.
- Mr. Tartar – Ufficiale di marina in pensione. Rassegnò le sue dimissioni sui trent'anni quando uno zio gli lasciò in eredità certe proprietà, vive a Londra.
- Mrs. Billickin – Una vedova lontana cugina di Mr. Bazzard. Affitta una stanza a Londra a Rosa e a Miss Twinkleton.

## Edizioni italiane
- Il mistero di Edwin Drood, trad. e cura di Stefano Manferlotti, Introduzione di Guido Almansi, Guida, Napoli, 1983, ISBN 88-7042-122-8; Nuova edizione aggiornata, Roma, Gargoyle, 2012, ISBN 978-88-89541-68-5, pp.312.
- Il mistero di Edwin Drood, completato da Leon Garfield, Introduzione di Edward Blishen, trad. di Pier Francesco Paolini, illustrazioni di Antony Maitland, Milano, Rusconi Libri, 1984, pp.510; Collana Tascabili, Milano, Bompiani, 2001-2004.
- in Fruttero & Lucentini, La verità sul caso D., trad. di Luca Lamberti,[3] Torino, Einaudi, 1989. [ed. ridotta, riscritta e continuata]
- Il mistero di Edwin Drood, a cura di Marisa Sestito, Collana Letterature, Torino, UTET, 2009, ISBN 978-88-02-08116-8; Collana Letteratura universale/Elsinore, Venezia, Marsilio, 2023, ISBN 978-88-297-1792-7.
- Il mistero di Edwin Drood, traduzione di Saverio Tomaiuolo, illustrazioni di Luke Fildes, Collana Oscar Classici. Serie Cult, Milano, Mondadori, 2025, ISBN 978-88-047-8654-2.

## Adattamenti

### Cinema
- 1909: The Mystery of Edwin Drood di Arthur Gilbert (UK-Gaumont) con Cooper Willis
- 1914: The Mystery of Edwin Drood di Herbert Blaché, Tom Terriss (World FIlm) con Tom Terris
- 1935: Mystery of Edwin Drood di Stuart Walker (Universal) con Claude Rains
- 1993: The Mystery of Edwin Drood di Timothy Forder (UK-First Standard Media) con Robert Powell

### Televisione
Nel 1960, la tv britannica produsse una serie omonima di 8 episodi di 30 minuti l'uno.

## Curiosità
Nell'episodio 3 della prima stagione di Doctor Who il Dottore, nei suoi viaggi nel tempo, incontra Dickens quasi sei mesi prima che quest'ultimo muoia. A fine episodio Dickens afferma di voler cambiare il finale del suo nuovo libro Edwin Drood: l'assassino non sarà lo zio ma dei fantasmi blu (come quelli incontrati nell'episodio della serie).